# Ковалюк Неля Дмитрівна
Неля Дмитрівна Ковалюк (нар. 14 січня 1970) — українська громадська діячка, заслужений працівник соціальної сфери України. Голова Житомирської громадської організації людей з інвалідністю «Молодь. Жінка. Сім'я», представниця громадської спілки «ВГО «Національна Асамблея людей з інвалідністю України» у Житомирській області, радник голови Житомирської обласної державної адміністрації з питань дотримання прав людей з інвалідністю на громадських засадах.

## Біографічні відомості
Навчалася у середній школі № 20 міста Житомира. Пізніше закінчила Житомирський технікум механічної обробки деревини, де отримала кваліфікацію технік-товарознавець матеріально-технічного постачання та збуту. Вищу освіту здобула в Житомирському державному технологічному університеті, де здобула кваліфікацію магістра менеджменту організацій та магістра з публічного управління та адміністрування.
Працювала товарознавцем матеріально–технічного постачання у Рязанському виробничому меблевому об'єднанні «ОКА», менеджером у ЖБОТО «Компаньйон» та на ПІ «Гарантія». У 2015—2016 році — на посаді заступника директора україно-італійської школи «Всесвіт».
Депутат Житомирської міської ради 6-го та 8-го скликань. У 2016–2019 роках – член виконавчого комітету Житомирської міської ради.

## Нагороди та відзнаки
- Почесна грамота Кабінету Міністрів України (2008)
- Орден княгині Ольги III ступеня (2014)
- Орден княгині Ольги II ступеня (2024)[2]
- Заслужений працівник соціальної сфери України (2018)
- Медаль «25 років незалежності України» (2016)